# Каїровська сільська рада
Каї́ровська сільська рада (рос. Каировский сельский совет) — сільське поселення у складі Сарактаського району Оренбурзької області Росії.
Адміністративний центр — село Каїровка.

## Населення
Населення — 897 осіб (2019; 881 в 2010, 1010 у 2002).

## Склад
До складу сільської ради входять:
| Населений пункт       | Населення, осіб (2002) | Населення, осіб (2010) |
| --------------------- | ---------------------- | ---------------------- |
| Єкатериновка, село    | 270                    | 241                    |
| Каїровка, село        | 539                    | 447                    |
| Ладигіно, присілок    | 95                     | 101                    |
| Назаровка, присілок   | 40                     | 25                     |
| Нехорошевка, присілок | 37                     | 34                     |
| Ніколаєвка, присілок  | 6                      | 2                      |
| Смочиліно, присілок   | 23                     | 31                     |